# Mieczysław Maneli
Mieczysław Maneli (ur. 22 stycznia 1922 w Miechowie, zm. 9 kwietnia 1994 w Nowym Jorku) – polski prawnik, dyplomata, profesor Uniwersytetu Warszawskiego oraz The State University of New York z siedzibą w Albany.

## Życiorys
Urodził się w rodzinie inteligenckiej. W okresie okupacji niemieckiej przebywał w Warszawie, należąc do Gwardii Ludowej. W maju 1943 został uwięziony i wywieziony do obozu koncentracyjnego Auschwitz (nr więźnia 129472), skąd uciekł w styczniu 1945.
Po wojnie pracował w Głównym Urzędzie Kontroli Prasy, Publikacji i Widowisk, najpierw w Kielcach i w Katowicach, następnie, do 1950 jako kierownik wydziału w Warszawie. W 1949 ukończył studia prawnicze, następnie przez dwa lata był zatrudniony jako starszy asystent, a po roku adiunkt w Szkole Głównej Planowania i Statystyki w Warszawie. W 1950 został jednocześnie starszym asystentem na Wydziale Prawa UW, a następnie zastępcą profesora. W marcu 1954 w Instytucie Nauk Społecznych przy KC PZPR obronił pracę kandydacką (doktorską) pt. Krytyka współczesnej katolickiej teorii państwa i prawa. W maju 1954 otrzymał tytuł naukowy docenta. 24 stycznia 1955 został odznaczony Medalem 10-lecia Polski Ludowej. W 1956 został powołany na stanowisko samodzielnego pracownika nauki w Katedrze Teorii Państwa i Prawa Wydziału Prawa UW, a w 1965 otrzymał tytuł profesora nadzwyczajnego. W latach 1956−1963 był jednym z dwóch prodziekanów Wydziału, kierującym studium zaocznym.
W międzyczasie, w latach 1954−1955 był doradcą prawnym polskiego przedstawicielstwa przy Międzynarodowej Komisji Kontroli i Nadzoru w Wietnamie (International Commission for Supervision and Control in Vietnam). Od roku 1963 przebywał w Hanoi, w latach 1963−1964 był kierownikiem, pełniąc rolę mediatora w konflikcie wietnamskim. 
W lipcu 1968 został zwolniony z UW decyzją Ministra Szkolnictwa Wyższego podjętą za zgodą Prezesa Rady Ministrów. W tym samym roku wyemigrował do USA, gdzie został profesorem prawa i nauk politycznych w Queens College Uniwersytetu Miejskiego Nowego Jorku (City University of New York) oraz był przewodniczącym Rady Badań Etyki i Polityki Publicznej Queens College.
Był autorem wielu podręczników akademickich, prac z zakresu teorii państwa i prawa, historii doktryn politycznych i prawnych oraz nauk politycznych.
Zmarł 9 kwietnia 1994 w Nowym Jorku.

## Publikacje (wybór)
- Mieczysław Maneli: Historia doktryn polityczno-prawnych: starożytność, Warszawa: Uniwersytet Warszawski, Dział Wydawnictw, 1961.
- Mieczysław Maneli: Historia doktryn polityczno-prawnych. Średniowiecze: tomizm, herezje, ruchy plebejskie Warszawa: Uniwersytet Warszawski. Dział Wydawnictw, 1959
- Mieczysław Maneli: Historia doktryn polityczno-prawnych. T. 2, Czasy nowożytne wiek XVI-XVII Warszawa: Państwowe Wydawnictwo Naukowe, 1968
- Mieczysław Maneli: Historia doktryn polityczno-prawnych: wiek XIX–XX. Cz. 1, Kant – Hegel Warszawa: Uniwersytet Warszawski. Dział Wydawnictw, 1962
- Mieczysław Maneli: Historia doktryn polityczno-prawnych: wiek XIX–XX. Cz. 2, Liberalizm, pozytywizm, szkoły: psychologiczna i socjologiczna Warszawa: Uniwersytet Warszawski, 1964.
- Mieczysław Maneli: Historia doktryn polityczno-prawnych: wiek XVI–XVIII. Cz. 2, Bacon-Winstanley Warszawa: Uniwersytet Warszawski. Dział Wydawnictw, 1960.
- Mieczysław Maneli: Historia doktryn polityczno-prawnych XIX wieku. Cz. 1 Warszawa: Państwowe Wydawnictwo Naukowe, 1964
- Mieczysław Maneli: Historia doktryn polityczno-prawnych XIX wieku. Cz. 2 Warszawa: Państwowe Wydawnictwo Naukowe, 1966
- Mieczysław Maneli: O funkcjach państwa Warszawa: Państwowe Wydawnictwo Naukowe, 1963
- Mieczysław Maneli: Sztuka polityki Warszawa: „Iskry”, 1967
- Mieczysław Maneli: War of the vanquished, translated from the Polish by Maria de Görgey New York [etc.]: Harper&Row, 1971.
- Mieczysław Maneli: Juridical Positivism and Human Rights. New York: Hippocrene Books, Inc., 1981